# Teorema do gradiente
O teorema do gradiente, também conhecido como teorema fundamental do cálculo, para integrais de linha, diz que a integral de linha através do campo gradiente pode ser estimada calculando-se o campo escalar original nos pontos finais da curva.
Dado φ : U ⊆ ℝn → ℝ e γ  é qualquer curva de p para q. Então,
{\displaystyle \varphi \left(\mathbf {q} \right)-\varphi \left(\mathbf {p} \right)=\int _{\gamma [\mathbf {p} ,\,\mathbf {q} ]}\nabla \varphi (\mathbf {r} )\cdot \mathrm {d} \mathbf {r} .}
Isso é uma generalização do teorema fundamental do cálculo para qualquer curva no plano ou no espaço (geralmente n-dimensões).
Implica ao teorema do gradiente que as integrais de linha através dos campos de gradiente são independentes do caminho. Na física, esse teorema é uma das maneiras de definir a força conservativa. Ao colocar φ como um potencial, ∇φ é um campo conservativo. O trabalho realizado pelas forças conservativas não dependem do caminho seguido pelo objeto, depende somente dos pontos finais, como mostra a equação acima.
O teorema do gradiente também possui uma afirmação interessante: qualquer campo vetorial independente do caminho pode ser expresso como o gradiente de um campo escalar. Assim como o próprio teorema do gradiente, essa consideração tem muitas consequências e aplicações marcantes na matemática pura e na matemática aplicada. 

## Prova
Se φ é uma função diferenciável de algum subconjunto aberto U (de ℝn) para ℝ, e se r é uma função diferenciável em algum intervalo fechado [a, b] para U, então, pela regra da cadeia, a função composta φ ∘ r é diferenciável em (a, b) e
{\displaystyle {\frac {\mathrm {d} }{\mathrm {d} t}}(\varphi \circ \mathbf {r} )(t)=\nabla \varphi (\mathbf {r} (t))\cdot \mathbf {r} '(t)}
para todo t em (a, b). Aqui o ⋅ é usual para denotar o produto interno.
Agora, supõem-se que o domínio U de φ contenha a curva diferencial γ com pontos finais p e q, respectivamente (orientados na direção de p para q). Se r parametriza γ para t em [a, b], então a equação acima mostra que 
{\displaystyle {\begin{aligned}\int _{\gamma }\nabla \varphi (\mathbf {u} )\cdot \mathrm {d} \mathbf {u} &=\int _{a}^{b}\nabla \varphi (\mathbf {r} (t))\cdot \mathbf {r} '(t)\mathrm {d} t\\&=\int _{a}^{b}{\frac {d}{dt}}\varphi (\mathbf {r} (t))\mathrm {d} t=\varphi (\mathbf {r} (b))-\varphi (\mathbf {r} (a))=\varphi \left(\mathbf {q} \right)-\varphi \left(\mathbf {p} \right),\end{aligned}}}
onde a definição de integral de linha é usada na primeira igualdade e o teorema fundamental do cálculo na terceira igualdade.

## Exemplos

### Exemplo 1
Suponha γ ⊂ ℝ2 é o arco circular orientado no sentido anti-horário conforme: (5, 0) para (−4, 3). Usando a definição da integral de linha,
{\displaystyle {\begin{aligned}\int _{\gamma }y\mathrm {d} x+x\mathrm {d} y&=\int _{0}^{\pi -\tan ^{-1}\left({\frac {3}{4}}\right)}((5\ \mathrm {sen} \ t)(-5\ \mathrm {sen} \ t)+(5\cos t)(5\cos t))\mathrm {d} t\\&=\int _{0}^{\pi -\tan ^{-1}\left({\frac {3}{4}}\right)}25\left(-\ \mathrm {sen} \ ^{2}t+\cos ^{2}t\right)\mathrm {d} t\\&=\int _{0}^{\pi -\tan ^{-1}\left({\frac {3}{4}}\right)}25\cos(2t)\mathrm {d} t\\&=\left.{\frac {25}{2}}\ \mathrm {sen} \ (2t)\right|_{0}^{\pi -\tan ^{-1}\left({\frac {3}{4}}\right)}\\&={\frac {25}{2}}\ \mathrm {sen} \left(2\pi -2\tan ^{-1}\left({\frac {3}{4}}\right)\right)\\&=-{\frac {25}{2}}\ \mathrm {sen} \left(2\tan ^{-1}\left({\frac {3}{4}}\right)\right)\\&=-{\frac {25\left({\frac {3}{4}}\right)}{\left({\frac {3}{4}}\right)^{2}+1}}=-12.\end{aligned}}}
Observa-se todos os cálculos meticulosos envolvidos no cálculo direto da integral. Em vez de executar esse procedimento, considerando que a função f(x, y) = xy é diferenciável em todo o ℝ2, pode-se simplificar, usando o teorema do gradiente para dizer que,
{\displaystyle \int _{\gamma }y\mathrm {d} x+x\mathrm {d} y=\int _{\gamma }\nabla (xy)\cdot (\mathrm {d} x,\mathrm {d} y)=xy|_{(5,0)}^{(-4,3)}=-4\cdot 3-5\cdot 0=-12.}
Nota-se que para qualquer método adotado o resultado será o mesmo. Porém, utilizando o último procedimento, todo o trabalho já é realizado na prova do teorema do gradiente.

### Exemplo 2
Num exemplo mais abstrato, suponha γ ⊂ ℝn tendo p, q como pontos finais, com orientação de p para q. Para u no ℝn, |u| denota a norma Euclidiana de u. Se α ≥ 1 é um número real, então
{\displaystyle {\begin{aligned}\int _{\gamma }|\mathbf {x} |^{\alpha -1}\mathbf {x} \cdot \mathrm {d} \mathbf {x} &={\frac {1}{\alpha +1}}\int _{\gamma }(\alpha +1)|\mathbf {x} |^{(\alpha +1)-2}\mathbf {x} \cdot \mathrm {d} \mathbf {x} \\&={\frac {1}{\alpha +1}}\int _{\gamma }\nabla |\mathbf {x} |^{\alpha +1}\cdot \mathrm {d} \mathbf {x} ={\frac {|\mathbf {q} |^{\alpha +1}-|\mathbf {p} |^{\alpha +1}}{\alpha +1}}\end{aligned}}}
Aqui a igualdade final segue o teorema do gradiente, já que a função f(x) = |x|^α+1 é diferenciável em ℝn se α ≥ 1.
Se α < 1 então essa equivalência de manterá na maioria dos casos, devendo-se tomar cuidado se γ transpôr ou cercar a origem, porque o campo vetorial da integral (|x|^α-1)*x não está definido ali. No entanto, o caso α = −1 é um pouco diferente; pois o integrando se torna (|x|^-2)*x = ∇(log|x|), para que a igualdade final se torne log |q| - log |p|.

### Exemplo 3
Supomos que existam n cargas pontuais dispostas num espaço tridimensional e a ni carga pontual tem carga Qi e está localizada na posição pi no ℝ3. Quer-se calcular o trabalho realizado na partícula de carga q enquanto ela viaja de um ponto a para outro ponto b no ℝ3. Usando a Lei de Coulomb, pode-se facilmente determinar que a força na partícula na posição r será
{\displaystyle \mathbf {F} (\mathbf {r} )=kq\sum _{i=1}^{n}{\frac {Q_{i}(\mathbf {r} -\mathbf {p} _{i})}{\left|\mathbf {r} -\mathbf {p} _{i}\right|^{3}}}}
Aqui |u| denota a norma Euclidiana do vetor u no ℝ3, e k = 1/(4πε0), onde ε0 é a permissividade do vácuo.
Tomando γ ⊂ ℝ3 − {p1, ..., pn} por uma curva arbitrável diferenciável de a para b, então o trabalho feito na partícula é:
{\displaystyle W=\int _{\gamma }\mathbf {F} (\mathbf {r} )\cdot \mathrm {d} \mathbf {r} =\int _{\gamma }\left(kq\sum _{i=1}^{n}{\frac {Q_{i}(\mathbf {r} -\mathbf {p} _{i})}{\left|\mathbf {r} -\mathbf {p} _{i}\right|^{3}}}\right)\cdot \mathrm {d} \mathbf {r} =kq\sum _{i=1}^{n}\left(Q_{i}\int _{\gamma }{\frac {\mathbf {r} -\mathbf {p} _{i}}{\left|\mathbf {r} -\mathbf {p} _{i}\right|^{3}}}\cdot \mathrm {d} \mathbf {r} \right)}
Agora, para cada i, o cálculo direto mostra que
{\displaystyle {\frac {\mathbf {r} -\mathbf {p} _{i}}{\left|\mathbf {r} -\mathbf {p} _{i}\right|^{3}}}=-\nabla {\frac {1}{\left|\mathbf {r} -\mathbf {p} _{i}\right|}}.}
Assim, continuando os passos acima e usando o teorema do gradiente,
{\displaystyle W=-kq\sum _{i=1}^{n}\left(Q_{i}\int _{\gamma }\nabla {\frac {1}{\left|\mathbf {r} -\mathbf {p} _{i}\right|}}\cdot \mathrm {d} \mathbf {r} \right)=kq\sum _{i=1}^{n}Q_{i}\left({\frac {1}{\left|\mathbf {a} -\mathbf {p} _{i}\right|}}-{\frac {1}{\left|\mathbf {b} -\mathbf {p} _{i}\right|}}\right)}
chega-se a essa conclusão final. Poderíamos ter completado facilmente esse cálculo usando o potencial eletrostático ou a energia potencial eletrostática (com as recorrentes fórmulas W = −ΔU = −qΔV). No entanto, ainda não se definiu o potencial de energia, porque a afirmação do teorema do gradiente é necessária para provar que essas funções são bem definidas e diferenciáveis e que essas fórmulas são válidas. Portanto, resolvemos este problema utilizando apenas a Lei de Coulomb, a definição de trabalho e o teorema do gradiente.

## Afirmação do Teorema do Gradiente
O teorema do gradiente afirma que se campo vetorial F é o gradiente de alguma função com valor escalar (i.e., e se F for conservativo), então F é um campo vetorial independente do caminho (i.e., a integral de F ao longo de uma curva diferenciada por partes é dependente apenas dos pontos finais). 

Este teorema tem uma forte afirmação: 
 Se F é um campo vetorial independente de caminho, então F é o gradiente de alguma função com valor escalar.

É simples mostrar que um campo vetorial é independente do caminho se, e somente se, a integral do campo vetorial sobre cada laço fechado em seu domínio for zero. Portanto, a afirmação pode, como uma alternativa, ser declarada da seguinte forma: Se a integral de F sobre cada circuito fechado no domínio da F for zero, então Fé o gradiente de alguma função com valor escalar.

### Exemplo do princípio da afirmação
Para ilustrar a importância desse princípio, citamos um exemplo que possui em si consequências físicas significativas. No eletromagnetismo clássico, a força elétrica é uma força independente do caminho; i.e. o trabalho realizado por uma partícula que retornou à sua posição original dentro de um campo elétrico, é zero (assumindo que nenhum campo magnético variável está presente).
Portanto, o teorema acima implica que o campo de força elétrica Fe : S → ℝ3 é conservativo (onde S é um subconjunto aberto de caminho, conectado com ℝ3 , que contém uma distribuição de carga). Seguindo as considerações acima, pode-se definir algum ponto de referência a no S e definir a função Ue: S → ℝ por:
{\displaystyle U_{e}(\mathbf {r} ):=-\int _{\gamma [\mathbf {a} ,\mathbf {r} ]}\mathbf {F} _{e}(\mathbf {u} )\cdot \mathrm {d} \mathbf {u} }
Usando a sentença acima como prova, sabe-se que Ue está bem definida e é diferenciável e Fe = −∇Ue (a partir dessa fórmula pode-se fazer uso do teorema do gradiente para, facilmente, derivar a fórmula, já conhecida, para o cálculo do trabalho realizado por forças conservativas: W = −ΔU). Muitas vezes a função Ue é referenciada como a energia potencial eletrostática do sistema de cargas em S (com referência ao potencial zero a). Em muitos casos, presume-se que o domínio S é ilimitado e o ponto de referência a é tomado como "infinito", o que pode ser feito com rigor, usando técnicas limitantes. A função Ue é indispensável para a análise de muitos sistemas físicos.

## Generalizações
Muitos dos teoremas de cálculo vetorial generalizam declarações sobre a integração de formas diferenciais. Na linguagem das formas diferenciais e derivadas externas, o teorema do gradiente afirma que
{\displaystyle \int _{\partial \gamma }\phi =\int _{\gamma }\mathrm {d} \phi }
para qualquer forma diferencial, ϕ, definido em alguma curva diferenciável γ ⊂ ℝn (aqui a integral de ϕ além do limite de γ entende-se como sendo a estimativa de ϕ nos pontos finais de γ).
Observa-se a semelhança entre a afirmação antes feita e a versão generalizada do Teorema de Stokes, no qual diz que a integral de qualquer forma diferenciável ω sobre o limite de várias orientações Ω  é igual à integral da sua derivada exterior dω sobre todo Ω, i.e.,
{\displaystyle \int _{\partial \Omega }\omega =\int _{\Omega }\mathrm {d} \omega }
Essa declaração é uma generalização do teorema do gradiente de formas 1, definidas em variedades unidimensionais para formas diferenciais determinadas para várias dimensões arbitrárias.
As considerações a respeito da inversa do teorema de gradiente possui uma grande generalização em termos de formas diferenciais variadas. Em particular, supõem-se que ω é uma forma definida em um domínio contraível e a integral de ω sobre qualquer domínio fechado é zero. Então, existe uma fórmula ψ tal que ω = dψ. Assim, num domínio contratual toda forma fechada é igual a zero. Esse resultado é definido pelo teorema de Poincaré Lemma.